# 존 헤이
존 밀턴 헤이(John Milton Hay, 1838년 10월 8일 ~ 1905년 7월 1일)는 미국의 정치인, 외교관, 저자, 저널리스트이자 에이브러햄 링컨 대통령의 비서 겸 보조인이었다. 그는 합중국과 노예 해방 선언의 확고한 지지자였다. 그는 자신의 사망까지 국무장관의 직책을 수행하였고 그 이전에 영국 주재 미국 대사(1897년 ~ 1898년)를 지냈다. 그는 떠오르는 힘으로 세계 안에서 미국의 위상을 정립시키는 데 많은 일을 하여 태평양에서 가장 좋은 항구와 함께 미국이 투투일라 섬을 확보한 결과로서 사모아 분쟁의 해결, 1903년 결정적인 알래스카 경계 조약과 아르헨티나, 프랑스, 독일, 쿠바와 영국령 서인도 제도와 함께 상호 조약들의 협상을 포함한 50개 이상의 조약들을 체결하였다. 그는 또한 미국을 위하여 파나마 운하가 건설된 파나마 운하 지대를 얻기도 하였다. 헤이의 미국은 방관자가 아닌 국제 무대에 선수였다. 이 일은 고립주의가 지속적으로 많은 수사를 지배하려고 한 이래 대외 동맹에서 비얽힘 정책을 완전히 대체하지 않았다. 하지만 어떤이들은 세계의 나머지로 미주 대륙의 범위를 넘어 명백한 운명의 교리를 적용하려고 시작하였다.

## 생애
스코틀랜드계로 인디애나주 세일럼에서 태어난 헤이는 자신이 3세 밖에 안되었을 때 자신의 부모가 재위치한 일리노이주 워소에서 자라왔다. 그의 부모는 헬렌 레너드 헤이와 찰리 헤이 박사였다. 그는 자신이 Theta Delta Chi에 가입한 브라운 대학교를 졸업하였다. 그는 엄밀히 말하면 미국 내무부에서 서기였던 동안 22세의 나이에 에이브러햄 링컨에게 비서로 자신의 정치 경력을 시작하였다. 링컨 내각의 대부분이 그에게 적대적이고, 지위와 영향력을 위하여 경쟁했던 당시 헤이는 이상한 직업의 수행자는 물론 또한 친구, 자신감, 동반자 역할을 하였다. 그는 링컨의 목표들, 특히 합중국의 회복과 영속, 그리고 노예 해방 선언의 확고한 지지자가 되고, 평생 지속된 공화당 안에서 자신을 위한 장소를 지었다. 그는 백악관의 2층에 북동부 코너 침실에서 살았다. 그는 6세 연상인 자신의 동료 비서 존 G 니컬레이와 그 방을 같이 썼다.
몇달간 그는 데이비드 헌터와 퀸시 애덤스 길모어 장군들 아래 북군에 복무하였다. 그는 소령의 계급으로, 후에 명예 중령과 대령으로 올라갔다. 남북 전쟁이 일어난 동안 헤이의 일기와 저작들은 기초 역사적 출처였다. 어떤이들은 헤이를 링컨 대통령이 리디아 파커 빅스비 여사에게 전쟁에서 그녀의 아들들의 잃음을 위로한 편지의 현실적 저자로 인정하였다.
포드 극장에서 링컨 대통령이 암살되었을 때 헤이는 거기에 있었다. 헤이와 존 G. 니컬레이는 형식적인 10권의 링컨 전기를 쓰고 자신의 수집한 작품의 판을 준비하였다.
책 〈링컨과 남북 전쟁〉에 출판된 1861년부터 1870년까지 헤이의 일기와 편지들의 일부들은 훨씬 더 친밀한 관점에서 대통령을 보여준다. 링컨의 초상화는 애정이 깊으며 확실히 링컨의 호의에 편향되었으나 또한 링컨이 즐겼던 가정적이고 유머스러운 일종의 통찰력과 일화를 담고 있다.
윌리엄 매킨리가 대통령이 되었을 때 헤이는 1897년 영국 주재 미국 대사로 임명되었다. 양국 사이에 오랜 이익 공동체의 어떤 인정은 헤이가 거기에 머무는 결과적으로 왔다. 1898년 8월 헤이는 국무장관으로 임명되어 파리 조약을 협상하는 도움을 주었다. 헤이는 시어도어 루스벨트가 암살된 매킨리의 뒤를 이은 후에 지속적으로 국무장관을 지내 자신의 사망까지 그 직위에 남아있었다.
그의 공헌들은 중국의 문호 개방 정책의 채택 (1900년 1월 2일에 공고)과 파나마 운하를 위한 준비들을 포함하였다. 그는 전부 운하의 건설과 이용을 위한 방향을 닦은 수단이었던 헤이-폰스포트 조약 (1901년), 헤이-에란 조약 (1903년)과 헤이-뷔노바릴라 조약 (1903년)을 협상하였다. 모두 그는 태평양에서 가장 좋은 항구와 함께 미국이 투투일라 섬을 확보한 결과로서 사모아 분쟁의 해결, 1903년 결정적인 알래스카 경계 조약, 아르헨티나, 프랑스, 독일, 쿠바와 영국령 서인도 제도와 상호 조약들의 협상, 그리고 덴마크령 서인도 제도의 할양을 위하여 덴마크와 조약의 협상을 포함한 50개 이상의 조약을 가져왔다.
1904년 헤이는 미국 예술원에서 회원을 위하여 선택된 첫 7명 중의 하나였다.
1905년 7월 1일 헤이는 66세의 나이로 뉴햄프셔주 뉴베리에서 사망하여 오하이오주 클리블랜드에 있는 레이크뷰 묘지에 안장되었다.

## 유산
헤이는 또한 시어도어 루스벨트 대통령에게 보낸 편지에서 쓴 자신의 소감으로 유명하여 미국-스페인 전쟁을 "훌륭한 작은 전쟁"으로 묘사하였다.
루스벨트와 마크 한나 사이에 오해에 관하여 헤이는 "이 장황한 도시는 친구가 될 수있는 사람들을 서로 독살한다."고 소감을 남겼다.
헤이는 고어 비달의 역사적 소설 〈링컨과 제국〉에서 인물로 나온다. 그는 1904년 모로코에서 일어난 퍼디캐리스 사건의 허구화 《바람과 라이온》에서 존 휴스턴에 의하여 맡아졌다. 그는 1997년 미니시리즈 《러프 라이더》에서 배우이자 전설적 미국 해병대 상사 R. 리 어메이에 의하여 맡아졌다.
헤이는 미국의 역사가이자 저자 헨리 애덤스와 가까운 친구였다. 헤이와 애덤스는 H. H. 리처드슨에 의하여 디자인된 워싱턴 D. C.에 있는 라파예트 스퀘어에 서로 나란히 집을 지었다. 구조는 철거되었고, 그 현장은 이제 그들의 영예에 이름을 딴 헤이-애덤스 호텔에 의하여 영유되었다.
브라운 대학교의 존 헤이 도서관은 1964년 존 D. 록펠러 주니어 도서관이 건설되었을 때까지 1910년 그 첫 건설로부터 전체의 도서관 수집을 간수하였다. 1971년 물상 과학 자료들이 새로운 과학 도서관으로 옮겨졌을 때 존 헤이 도서관은 도서관의 특별 수집을 위하여 독점적으로 저장소가 되었다.
그의 딸 앨리스 에벌린 헤이는 제임스 월콧 워즈워스 주니어와 결혼하였다. 또다른 딸 헬렌 줄리아 헤이는 페인 휘트니와 결혼하였으며 그들은 존 헤이 휘트니와 조앤 휘트니 페이슨의 부모였다.

## 저서
- 〈에이브러햄 링컨 : 역사〉 (존 G. 니컬레이와 공동 저작)

- 〈브레드위너스〉

- 〈사회학〉

- 〈카스티야의 날들〉 (1875년)

- 〈파이크군의 발라드와 다른 시들〉 (1871년)

- 〈시집〉

- 〈에이브러햄 링컨 : 역사〉 시리즈 (총 9권, 1890년)